# Millionaire Chess
Millionaire Chess (MC) - компанія, яка організовує шаховий турнір Millionaire Chess Open. Гарантований призовий фонд турніру становить $1 000 000 і є найбільшим в історії для відкритого шахового турніру.

## Millionaire Chess Open №1
Перший Millionaire Chess Open відбувся 9-13 жовтня 2014 року в Planet Hollywood Resort & Casino в Лас-Вегасі (Невада). Турнір складався з шести секцій: Open, до 2200, до 2000, до 1800, до 1600 і до 1400. Гравцям без рейтингу і з умовним рейтингом (менш, як 26 ігор за будь-якою визнаною рейтинговою системою) дозволялося взяти участь лише в секціях Open і до 2200. Турнір враховував найвищий рейтинг, який гравці досягнули починаючи з 1 грудня 2013 року, дати, яку Millionaire №1 вибрав, щоб запобігти обману. Переможцем секції Open і володарем головного призу $100 000 став гросмейстер Веслі Со, який переміг гросмейстера Рея Робсона під час фінального раунду Millionaire Monday. Третє місце посів Юй Ян'ї, який переміг співвітчизника Чжоу Цзяньчао на плей-оф за третє місце. По $40,000 отримували переможці в секціях до 2200, до 2000, до 1800, і до 1600, а також $24,000 - в секції до 1400.

## Millionaire Chess Open №2
Другий турнір проходив з 8 по 12 жовтня 2015 року у тому ж місці. Його формат трохи змінився. Секції до 1400 і до 1600 об'єднано в одну і додано секцію безрейтингових/умовно рейтингових гравців. Для того, щоб взяти участь у будь-якій секції крім Open і безрейтингових/умовно рейтингових, гравці повинні були зіграти принаймні 50 ігор за будь-якою визнаною рейтинговою системою. Турнір враховував найвищий рейтинг, який гравці досягнули починаючи з 1 грудня 2013 року, дати, яку Millionaire №2 вибрав, щоб запобігти обману. Переможцем секції Open і володарем головного призу $100 000 став гросмейстер Хікару Накамура, який переміг гросмейстера Ле Куанг Льєма в заключному турі Millionaire Monday. Третє місце знову посів Юй Ян'ї, який переміг Олександра Лендермана на плей-оф за третє місце.

## Millionaire Chess Open №3
1 лютого 2016 року оголошено, що третій турнір пройде з 6-11 жовтня на курорті Гаррах в Атлантік-Сіті. Переможцем секції Open і володарем головного призу в розмірі $30,000 став гросмейстер Даріуш Свєрч, який переміг гросмейстера Гавейна Джонса в заключному турі Millionaire Monday.